# Mistrzostwa Europy w Wioślarstwie 2008 – ósemka kobiet
Ósemka kobiet (W8+) – konkurencja rozgrywana podczas Mistrzostw Europy w Wioślarstwie 2008 w Atenach między 19 a 20 września.

## Harmonogram konkurencji
| Wydarzenie               | Runda           |
| ------------------------ | --------------- |
| Piątek, 19 września 2008 | Wyścig pokazowy |
| Sobota, 20 września 2008 | Finał A         |

## Medaliści
| Złoto | Srebro | Brąz |
| Rumunia · Constanța Burcică · Ana Maria Apachiței · Rodica Șerban · Eniko Barabas · Camelia Lupascu · Ioana Papuc · Simona Mușat-Strimbeschi · Doina Ignat · Teodora Stoica | Wielka Brytania · Jo Cook · Vicky Myers · Georgina Menheneott · Emily Taylor · Rachel Loveridge · Kirsty Myles · Lindsey Maguire · Hannah Elsy · Rebecca Dowbiggin | Białoruś · Aliza Klimowicz · Wolha Maroz · Kaciaryna Jarmolicz · Hanna Nachajewa · Natalla Helach · Wolha Szczarbaczenia-Żylska · Taciana Kuchta · Julija Biczyk · Nastassia Kaciaszowa |

## Wyniki

### Wyścig pokazowy
Reguła kwalifikacji: 1... → FA
| Miejsce | Zawodnik | Kraj            | Czas    | Uwagi |
| ------- | --- | --------------- | ------- | ----- |
| 1       | Constanța Burcică Ana Maria Apachiței Rodica Șerban Eniko Barabas Camelia Lupascu Ioana Papuc Simona Mușat-Strimbeschi Doina Ignat Teodora Stoica            | Rumunia         | 6:10,37 | FA    |
| 2       | Jo Cook Vicky Myers Georgina Menheneott Emily Taylor Rachel Loveridge Kirsty Myles Lindsey Maguire Hannah Elsy Rebecca Dowbiggin                             | Wielka Brytania | 6:15,31 | FA    |
| 3       | Aliza Klimowicz Wolha Maroz Kaciaryna Jarmolicz Hanna Nachajewa Natalla Helach Wolha Szczarbaczenia-Żylska Taciana Kuchta Julija Biczyk Nastassia Kaciaszowa | Białoruś        | 6:18,65 | FA    |
| 4       | Kateryna Moroz Natalija Huba Ołena Jaszna Lubow Staszko Switłana Nowyczenko Tetiana Stekolszczykowa Anna Koncewa Anna Konotop Tetiana Dudyk                  | Ukraina         | 6:21,69 | FA    |
| 5       | Kamila Soćko Marlena Ertman Zuzanna Trzcińska Magda Korczak Kornelia Nitzler Anna Jankowska Kinga Kantorska Joanna Leszczyńska Paulina Górska                | Polska          | 6:23,19 | FA    |
| 6       | Cleonice Renzetti Valeria Franzin Veronica Pizzamus Cristina Romiti Sara Bertolasi Gioia Sacco Camilla Espana Anna Bonciani Serena Manetti                   | Włochy          | 6:29,11 | FA    |

### Finał A
| Miejsce | Zawodnik | Kraj            | Czas    | Uwagi |
| ------- | --- | --------------- | ------- | ----- |
|         | Constanța Burcică Ana Maria Apachiței Rodica Șerban Eniko Barabas Camelia Lupascu Ioana Papuc Simona Mușat-Strimbeschi Doina Ignat Teodora Stoica            | Rumunia         | 6:10,22 |       |
|         | Jo Cook Vicky Myers Georgina Menheneott Emily Taylor Rachel Loveridge Kirsty Myles Lindsey Maguire Hannah Elsy Rebecca Dowbiggin                             | Wielka Brytania | 6:12,46 |       |
|         | Aliza Klimowicz Wolha Maroz Kaciaryna Jarmolicz Hanna Nachajewa Natalla Helach Wolha Szczarbaczenia-Żylska Taciana Kuchta Julija Biczyk Nastassia Kaciaszowa | Białoruś        | 6:22,79 |       |
| 4       | Cleonice Renzetti Valeria Franzin Veronica Pizzamus Cristina Romiti Sara Bertolasi Gioia Sacco Camilla Espana Anna Bonciani Serena Manetti                   | Włochy          | 6:25,75 |       |
| 5       | Kamila Soćko Marlena Ertman Zuzanna Trzcińska Magda Korczak Kornelia Nitzler Anna Jankowska Kinga Kantorska Joanna Leszczyńska Paulina Górska                | Polska          | 6:26,00 |       |
| 6       | Kateryna Moroz Natalija Huba Ołena Jaszna Lubow Staszko Switłana Nowyczenko Tetiana Stekolszczykowa Anna Koncewa Anna Konotop Tetiana Dudyk                  | Ukraina         | 6:26,70 |       |